# Střítež pod Křemešníkem
Pour les articles homonymes, voir Střítež.
Střítež pod Křemešníkem (en allemand : Strietesch bei Branschau) est une commune du district de Pelhřimov, dans la région de Vysočina, en République tchèque. Sa population s'élevait à 62 habitants en 2024.

## Géographie
Střítež pod Křemešníkem se trouve à 7 km à l'est de Pelhřimov, à 20 km à l'ouest-nord-ouest de Jihlava à 97 km au sud-est de Prague.
La commune est limitée par Strměchy, un quartier de Pelhřimov, au nord-ouest et au nord, par Vyskytná à l'est, par Nový Rychnov au sud, et par Proseč pod Křemešníkem et Olešná à l'ouest.

## Histoire
La première mention écrite de la localité date de 1379. La commune s'appelait autrefois Střítež u Branišova.

## Transports
Par la route, Střítež pod Křemešníkem se trouve à 8 km de Pelhřimov, à 25 km de Jihlava à 115 km de Prague.